# Kamiokite
La kamiokite è un minerale.